# Pratyush Buddiga
Pratyush Buddiga (* 11. Mai 1989 in Neuseeland) ist ein professioneller US-amerikanischer Pokerspieler.

## Persönliches
Buddiga ging im Alter von fünf Jahren mit seinen indischen Eltern von Wellington nach Kalifornien. Dort lebte er zwei Jahre, ehe er nach Colorado Springs zog. 2002 gewann Buddiga mit 13 Jahren das Scripps National Spelling Bee und damit 12.000 US-Dollar sowie ein Stipendium. Er studierte später Wirtschaftswissenschaften an der Duke University und schloss das Studium im Jahr 2011 ab. Buddiga lebt in Colorado Springs.

## Pokerkarriere
Seine erste Geldplatzierung bei einem Live-Turnier erzielte Buddiga Anfang Juni 2010 im Venetian Resort Hotel am Las Vegas Strip. Im Juni 2011 war er erstmals bei der World Series of Poker (WSOP) im Rio All-Suite Hotel and Casino am Las Vegas Strip erfolgreich und kam bei vier Turnieren der Variante No Limit Hold’em ins Geld, u. a. belegte er den 613. Platz im Main Event. Mitte April 2012 belegte er beim Main Event der European Poker Tour (EPT) in Berlin den achten Platz und sicherte sich ein Preisgeld von 72.000 Euro. Anfang Juni 2013 wurde er beim Main Event der GuangDong Asia Millions in Macau ebenfalls Achter und erhielt umgerechnet 770.000 US-Dollar. Im Februar 2014 gewann der Amerikaner ein Event des Fallsview Poker Classic in Niagara Falls mit über 220.000 US-Dollar Siegprämie. Anfang November 2014 landete er beim Super-High-Roller-Event der Asia Pacific Poker Tour in Macau auf dem mit umgerechnet knapp 850.000 US-Dollar dotierten dritten Platz. Einen Monat später siegte Buddiga beim ersten Aria High Roller im Aria Resort & Casino am Las Vegas Strip und erhielt knapp 550.000 US-Dollar. Ende August 2016 gewann er ein Side-Event der EPT in Barcelona mit 25.500 Euro Buy-in und sicherte sich damit eine Siegprämie von knapp 700.000 Euro. Beim Super High Roller Bowl im Aria Resort & Casino erreichte der Amerikaner Ende Mai 2017 den Finaltisch und beendete das Turnier auf dem sechsten Platz, was ihm eine Million US-Dollar Preisgeld einbrachte. Seine bis dato letzten Live-Geldplatzierungen erzielte er bei der WSOP 2017.
Insgesamt hat sich Buddiga mit Poker bei Live-Turnieren knapp 6,5 Millionen US-Dollar erspielt.